# مخزون سمكي

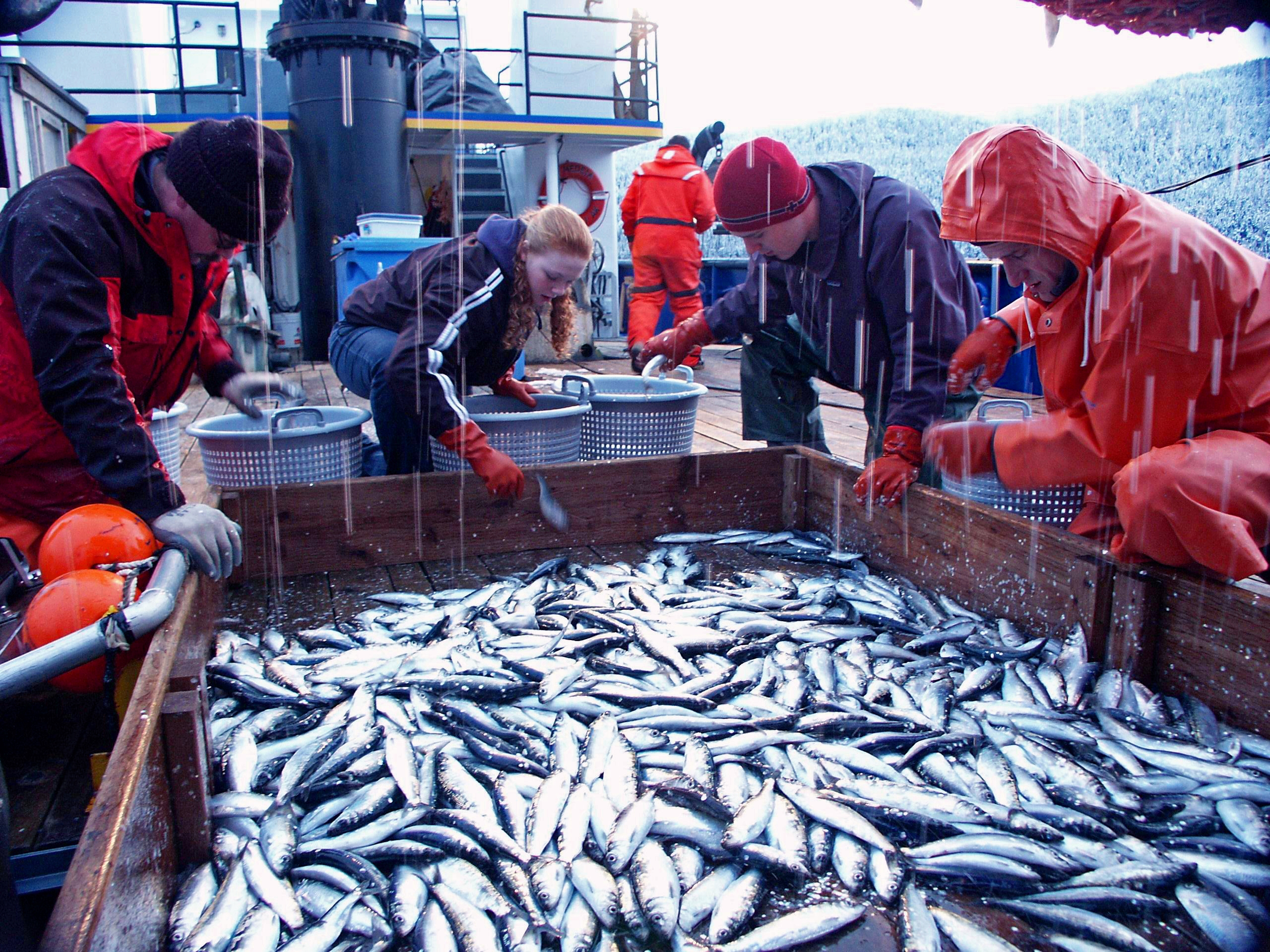

المخزون السمكي (بالإنجليزية: Fish stock)‏، هي كمية المجموعات الفرعية للأسماك المتوفرة في حيز مائي معين. حيث يتم تحديدها من خلال تحملها للظروف البيئية، وقدرتها على التنافس بنجاح مع الأنواع الأخرى. في البيئات البحرية قد يكون هذا أقل وضوحاً من اليابسة بسبب وجود حدود طوبوغرافية أقل.